# Anton Knapp
Anton Knapp (* 31. Mai 1955 in Ingolstadt) ist ein deutscher Kommunalpolitiker (CSU).

## Leben
Anton Knapp hat von 1961 bis 1967 die Volksschule in Gaimersheim, von 1967 bis 1971 die Ickstatt-Realschule Ingolstadt und anschließend zwei Jahre die Fachoberschule Ingolstadt besucht. Er schloss sein Studium der Elektrotechnik an der Technischen Universität München als Diplom-Ingenieur ab und war anschließend in der Flugzeugindustrie tätig.
Knapp wurde 2025 zum Ehrenbürger von Gaimersheim ernannt.

## Politik
1978 wurde er erstmals in den Kreistag des Landkreises Eichstätt gewählt, bei der Kommunalwahl 1984 auch zum 1. Bürgermeister seiner Heimatgemeinde Gaimersheim. Von 1996 an war er Stellvertreter von Landrat Xaver Bittl. Als dieser nicht mehr zur Wahl antrat, wurde Knapp am 2. März 2008 zu dessen Nachfolger gewählt. Er setzte sich im ersten Wahlgang mit 63,6 Prozent der gültigen Stimmen durch. Bei der Kommunalwahl 2014 konnte er dieses Ergebnis auf 66,8 Prozent verbessern. Bei der Landratswahl 2020 kandidierte er nicht mehr. Als sein Nachfolger wurde im zweiten Wahlgang sein Parteikollege Alexander Anetsberger gewählt.

## Privates
Knapp ist verheiratet und hat drei Kinder.